# Lago da Pedra
Lago da Pedra è un comune del Brasile nello Stato del Maranhão, parte della mesoregione dell'Oeste Maranhense e della microregione di Pindaré.